# 香港2010年6月

## 6月4日
- 晚上於維園舉行「六四」21周年燭光集會，前往悼念的群眾坐滿六個足球場，香港支聯會估計，有 15萬人出席集會，警方估計有 11.3萬人參加，人數是歷年之冠。集會結束後，群眾將一座民主女神像及六四浮雕被運走，並送到中文大學。[1]

## 6月5日
- 荃灣發生淋潑腐蝕液驚魂，一間開業僅個多月、屢被投訴在店外開枱阻街的食肆再被街坊報警投訴，警員在場調查期間，一些不明液體突然從旁邊唐樓高處潑下，5名食客走避不及被濺中受輕傷送院治理。[2]

## 6月7日
- 所有於是日或之後註冊的新小巴必須安裝限速器，而舊有小巴則須於是日或之後進行年度驗車時加裝限速器，加裝限速器後，所有小巴之車速上限將定為每小時80公里（部分於夜間行駛高速公路之綠色專線小巴，其車速上限將定為每小時100公里）。

## 6月8日
- 九龍何文田佛光街與忠孝街交界地皮以109億元成交，地盤面積173,849方呎，樓面地價每方呎12,540元，由新鴻基地產投得，成交價僅次於信和置業牽頭財團在 97年 3月創下的 118.2億元賣地紀錄，同時亦取代長實及南豐合作以 94.2億元投得的何文田天光道地皮，成為九龍最貴的地王。[3]

## 6月9日
- 一名女子從深圳經羅湖返港時，疑神情有異惹起關員懷疑，截查下揭發她以特製腰封纏上十三公斤、估值逾三百五十萬元的黃金，疑有人圖蒙混將黃金走私返港，為內地海關近年查獲的最大宗黃金走私出境案。[4]

## 6月11日
- 4年一度的世界盃正式開鑼，警方聯同內地公安進行連串反賭波行動，拘捕61人，並檢獲8000萬外圍波纜。[5]

## 6月13日
- 港鐵票價今起加價，每程平均加2%。

## 6月14日
- 沙田圓洲角公園一棵約13米高的大樹，壓傷一名踩單車的49歲男子，其後傷重死亡。[6]

## 6月15日
- 地政總署收回皇后大道西太陞樓及紫薇街2至4號兩座唐樓，以用作興建港鐵西港島綫，但遭約30名業主及居民因賠償金問題衝出馬路抗議，要求與運輸及房屋局高層對話未果，最後與警方在馬路上僵持達7小時後，再與地政總署官員開會商討。[7]

## 6月17日
- 特首曾蔭權與公民黨黨魁余若薇於政府總部進行電視辯論。

## 6月19日
- 九龍塘發生致命車禍，一輛疑改裝私家車，午夜飆車在窩打老道失事撞壆，造成兩死兩傷。[8]

## 6月23日
- 2012年香港政治制度改革方案於立法會進行表決，無論是行政長官產生辦法方案，還是立法會產生辦法方案，皆有46名議員投贊成票，使方案獲得超過三分之二（40名議員）人數支持通過，但使民主黨議員鄭家富因與黨的投票取向出現分歧而宣佈退黨。[9]

## 6月24日
- 北角英皇道有腐蝕液體從高處跌下。一名食環署滲水辦職員，下午在一幢大廈四樓進行色水測試，期間懷疑有紫色液體由破爛水渠噴灑落街，導致四名女途人及一名歲半大女嬰被液體溅傷送院。[10]

## 6月26日
- 位於上環海濱的中山紀念公園重新對外開放。

## 6月27日
- 受到一道低壓槽影響，導致大嶼山黃龍坑山洪暴發，十一名年齡介乎十五至四十三歲的行山男女被困，僅能握緊石澗兩旁樹枝穩住身體，免被洪水沖走，飛行服務隊派出美洲豹直升機飛臨上空，在45分鐘內分批將受困人士救起，一名「飛將軍」在救援行動中抓著鋼索與強風角力，致手臂脫臼須送院。[11]此外，中環炮台里及皇后大道中交界發生塌樹意外，一棵十米高細葉榕在滂沱大雨中突然倒塌，擊中一輛途經的士及一名途人，導致兩人受輕傷送院。[12]

## 6月29日
- 藍田發生老鼠咬人事故，一名手抱幼兒的婦人，往街市買生果期間，被一隻匿藏在果籃堆中老鼠咬傷腳趾送院，事件為年內第三宗。[13]

## 6月30日
- 高級程度會考放榜，全港近三萬名日校考生，大約五成八，考獲符合入讀高等院校的最低資格。